# 北安省
北安省是满洲国治下的一个省份。存在时间为1939年至1945年。
1939年6月1日，日本傀儡政权满洲国，从当时的滨江省划出绥化、望奎、海伦、绥棱、庆城、铁骊六县与从当时的龙江省划出的明水、拜泉、依安、克山、克东、北安、通北、德都、嫩江九县合并，设置北安省，共辖15县。据1940年10月统计，全省总面积76183平方公里，人口231．9万人。
1943年1月，将嫩江县划归当时的黑河省管辖。同年7月，将庆城、铁骊两县合并为庆安县。是时，全省共辖13县。省长王秉铎。1945年，满洲国覆灭，北安省建制自然解体。